# Форс (Од)
Форс (фр. Force) насеље је и општина у јужној Француској у региону Лангдок-Русијон, у департману Од која припада префектури Каркасон.
По подацима из 2011. године у општини је живело 205 становника, а густина насељености је износила 44,57 становника/km². Општина се простире на површини од 4,6 km². Налази се на средњој надморској висини од 80 метара (максималној 233 m, а минималној 158 m).

## Демографија
| 1962. | 1968. | 1975. | 1982. | 1990. | 1999. | 2011. |
| ----- | ----- | ----- | ----- | ----- | ----- | ----- |
| 143   | 154   | 128   | 129   | 140   | 187   | 205   |

График промене броја становника у току последњих година